# Heteronympha digglesi
Heteronympha digglesi är en fjärilsart som beskrevs av William Henry Miskin 1876. Heteronympha digglesi ingår i släktet Heteronympha och familjen praktfjärilar. Inga underarter finns listade i Catalogue of Life.